# Tanyproctus canui
Tanyproctus canui är en skalbaggsart som beskrevs av Marc Lacroix 1999. Tanyproctus canui ingår i släktet Tanyproctus och familjen Melolonthidae. Inga underarter finns listade i Catalogue of Life.